# Maciej Ratuszniak
Maciej „Shushei“ Ratuszniak (* 16. März 1989; † 28. April 2025) war ein polnischer E-Sportler und Streamer in der Disziplin League of Legends. Seine größten kompetitiven Erfolge hatte er in der Frühphase des Spiels im Jahr 2011, als er mit dem Team Fnatic unter anderem den ersten WM-Titel gewann.
Am 28. April 2025 verstarb Maciej Ratuszniak an Folgen einer Krebserkrankung.

## Karriere
Ratuszniaks erster Titel bei einem großen Offline-Event gelang ihm im März 2011 beim ESL Intel Extreme Masters Season V – World Championship (ausgetragen auf der Cebit in Hannover) mit dem Team myRevenge. Kurz darauf wechselte die Mannschaft gemeinsam zu Fnatic. Mit Fnatic gewann er im Juni 2011 in Schweden die erste League-of-Legends-Weltmeisterschaft durch einen 2:1-Finalerfolg über das französische Team All Against Authority. Das Preisgeld für den Titel betrug 50.000 US-Dollar. Shushei wurde zudem als wertvollster Spieler (MVP) des Turniers ausgezeichnet.
Bei der IEM Season VI – Global Challenge: Colonge, ausgetragen im August 2011 auf der gamescom in Köln, belegte Ratuszniak mit Fnatic den dritten Platz. Wenig später gelang Shushei mit Fnatic bei der Global Challenge: New York ein weiterer Turniersieg. Darauf folgten allerdings schlechtere Resultate, darunter ein geteilter neunter Platz bei der IEM Season VI – World Championship im März 2012. Wenig später, im Juni 2012, gingen Fnatic und Shushei getrennte Wege. Mit dem neuformierten polnischen Team EloHell verpasste er die Qualifikation für die zweite offizielle Weltmeisterschaft, nachdem sein Team bei der europäischen Vorentscheidung nur den geteilten fünften Platz erzielen konnte.
Mit dem Team DragonBorns nahm Shushei an der 2013 eingeführten Profiliga EU LCS teil. Nach dem ersten Saisonabschnitt belegte das Team jedoch den achten und letzten Platz und verlor die Teilnahmeberechtigung an das Team MeetYourMakers. Kurz darauf beendet er seine Profikarriere, blieb der Szene jedoch als Streamer sowie gelegentlich als Cosplayer erhalten.

## Erfolge (Auswahl)
| Jahr      | Platz | Turnier                                    | Team        | Preisgeld |
| --------- | ----- | ------------------------------------------ | ----------- | --------- |
| Mär. 2011 | 1.    | IEM Season V – World Championship          | myRevenge   | 05.950 $  |
| Jun. 2011 | 1.    | Weltmeisterschaft 2011                     | Fnatic      | 50.000 $  |
| Aug. 2011 | 3.    | IEM Season VI – Global Challenge: Colonge  | Fnatic      | 03.400 $  |
| Okt. 2011 | 1.    | IEM Season VI – Global Challenge: New York | Fnatic      | 12.000 $  |
| Aug. 2012 | 5.–8. | Riot Season 2 Regional Finals              | EloHell     | 10.000 $  |
| Apr. 2013 | 8.    | EU LCS 2013 – Spring Split                 | DragonBorns |           |